# Copilia mirabilis
Copilia mirabilis – gatunek widłonoga z rodziny Sapphirinidae. Nazwa naukowa tego gatunku skorupiaków została opublikowana pomiędzy 1849 a 1852 rokiem przez amerykańskiego geologa i zoologa Jamesa Dwighta Danę.